# أندريه لويز رودريغيز لوبيز
أندريه لويز رودريغيز لوبيز (15 فبراير 1985 في كامبو غراندي في البرازيل – )؛ هو لاعب كرة قدم سابق كان يلعب كمهاجم.

## وصلات خارجية
- أندريه لويز رودريغيز لوبيز على موقع رابطة كرة القدم اليابانية للمحترفين (اليابانية)
- أندريه لويز رودريغيز لوبيز على موقع قاعدة بيانات كرة القدم.إي يو (الإنجليزية)
- أندريه لويز رودريغيز لوبيز على موقع Soccerway.com (الإنجليزية)
- أندريه لويز رودريغيز لوبيز على موقع عالم كرة القدم.نت (الإنجليزية)